# Complesso templare di Karnak
Il complesso templare di Karnak (di cui il Grande tempio di Amon e il Tempio di Luxor costituiscono solo una parte) si trova sulla riva destra, rispetto alla sorgente del Nilo e la sua costruzione procede di pari passo con la storia egiziana antica; esso è, infatti, un sovrapporsi di strutture successive tanto che è oggi quasi impossibile individuare il nucleo originale (vedi fig. b.), risalente al Re Sesostri I della XII Dinastia, che era costituito da tre piccoli locali orientati Est-Ovest, oggi inesistenti, e di cui si conservano solo le soglie ubicate nell'area posteriore al santuario della "barca sacra" di Filippo Arrideo, e nei pressi del "Chiosco di Sesostri I" ricostruito con componenti rinvenuti quale materiale di riempimento del III Pilone (Seti I, XIX Dinastia).
Dalla XII alla XXX Dinastia, in un arco di oltre 1600 anni, ogni Re o Faraone ha lasciato la propria traccia apportando modifiche, talvolta sfruttando le preesistenti costruzioni come cave di materiale o "usurpandole" a proprio nome.
Secondo la convenzione egiziana, la perfezione divina era costituita da una triade, o trinità; anche nel caso del complesso templare di Karnak, si assiste alla medesima immagine talché la triade è costituita dal citato Amon, dalla sua sposa Mut e dal figlio Khonsu che, pur non godendo di un complesso proprio, viene celebrato, come nella Festa di Opet, in entrambi i recinti dei genitori con un tempio a lui dedicato in ciascuno.
Il recinto templare della Dea Mut (di circa m 250 x 400) è collegato a quello del marito Amon da un "dromos", un viale di sfingi criocefale (ovvero con corpo di leone e testa di ariete), mentre in ognuno dei recinti maggiori si trova un lago per i lavacri sacri dei sacerdoti.

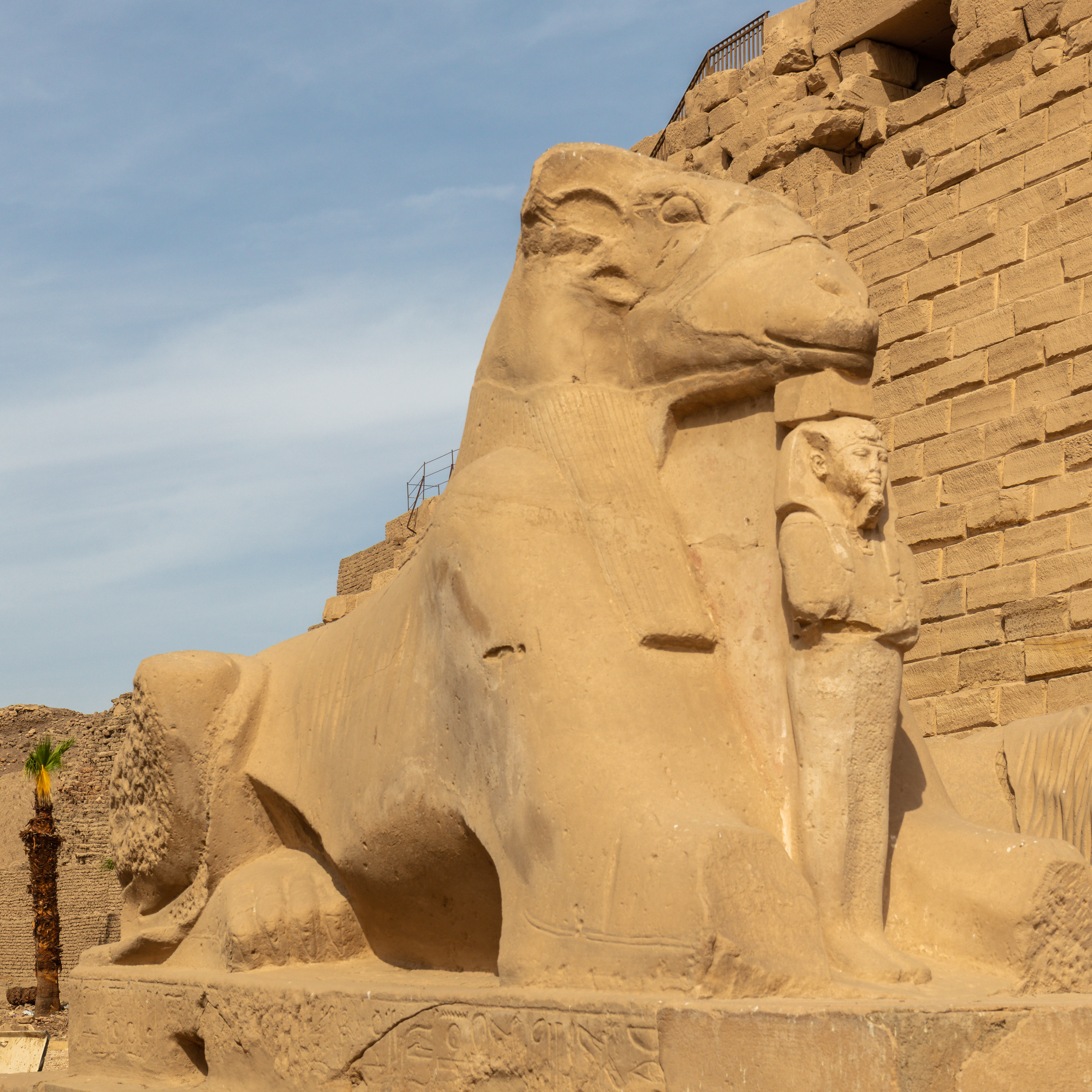
Una delle sfingi a testa d'ariete poste all'ingresso del Tempio di Karnak

Per quanto attiene al complesso di Amon vero e proprio, di difficile "lettura" alla luce dei molteplici interventi succedutisi in oltre 1600 anni, quattro sono i momenti fondamentali individuabili:
- costruzione del tempio originale del Medio Regno (XII Dinastia, sotto Sesostri I);
- costruzione del tempio di Amon propriamente detto (XVIII Dinastia, sotto Thutmose I) con un recinto in pietra calcarea di circa 125 m di lunghezza; elevazione dei I e II Pilone (oggi corrispondenti, rispettivamente, al IV ed al V) e realizzazione di una Sala ipostila (oggi scomparsa);
- la costruzione del III pilone come base di partenza per la realizzazione della Grande sala ipostila, sotto Amenofi III (XVIII Dinastia)
- aggiunta, durante la XVIII Dinastia, a cura di Thutmose III in occasione della sua festa giubilare, del cosiddetto "Akh-Menu", o "Sala delle Feste", ad ovest, di una corte che, sotto Seti I e, poi, sotto Ramses II, si trasformerà nella Grande Sala Ipostila.

## Il complesso templare
Per avere idea delle enormi dimensioni del complesso templare di Amon oggi, si consideri che esso misura m. 400 x 600 circa, per un'area complessiva di circa 300000 m².

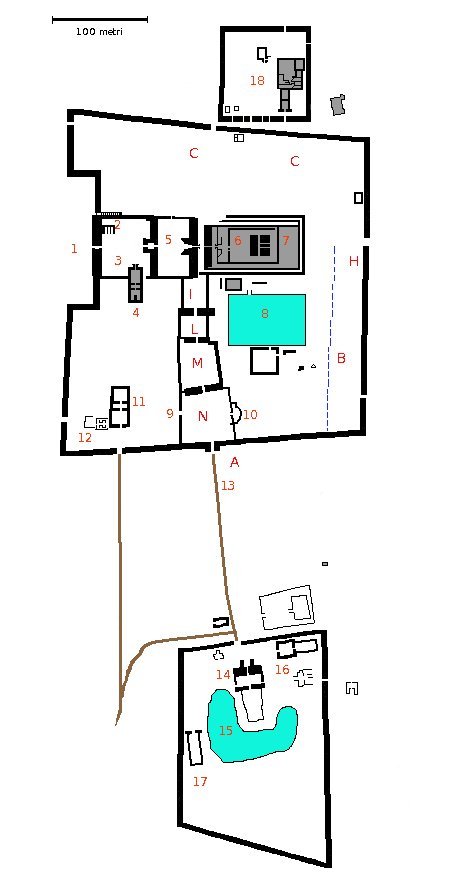
fig. a
Legenda:
1 – Primo pilone (ingresso monumentale; XXX Dinastia);
2 – Tempio di Seti II (XIX Dinastia);
3 – Grande cortile porticato;
4 – Tempio di Ramses III (XX Dinastia);
5 – Sala ipostila (iniziata da Seti I, terminata da Ramses II -XIX-);
6 – Tempio di Amon (propriamente detto)(vedi fig. b);
7 – “Akh-Menu”, o “Sala delle feste” di Thutmosi III (XVIII Dinastia);
8 – Lago sacro di Amon;
9 – Propilei del sud;
10 – Tempio giubilare di Amenhotep II (XVIII Dinastia)
11 – Tempio di Khonsu;
12 – Tempio di Opet;
13 – Viale delle sfingi “criocefale”;
14 – Tempio di Mut;
15 – Lago sacro di Mut;
16 – Tempio di Amenhotep III (XVIII Dinastia);
17 – Tempio di Ramses III (XX Dinastia);
18 – Tempio di Montu.

L'orientamento geografico del complesso è duplice ed è oggi individuabile dal posizionamento dei piloni la cui numerazione corrente, però, non segue lo sviluppo storico costruttivo del complesso, bensì una progressione "di comodo" stabilita dagli archeologi: da est ad ovest, dall'esterno verso l'interno, per la parte più antica (piloni da I a VI) e da sud a nord, ma dall'interno verso l'esterno, per la parte più recente (piloni da VII a X).
A riprova della difficoltà di lettura del complesso (tenendo presente la numerazione attuale dei Piloni), si consideri che:
- I Pilone, sull'asse est-ovest (il cosiddetto "Ingresso Monumentale"): è in realtà uno degli ultimi costruiti; si apre, infatti, nella cinta muraria della XXX Dinastia;
- X Pilone (lettera "A" in fig. a), sull'asse nord-sud, si apre anch'esso sul recinto della XXX Dinastia, ma mentre il I è contestuale alla costruzione del recinto stesso, questo risale al Faraone Horemhab della XVIII Dinastia ed è stato, perciò, inglobato nella successiva costruzione.

Pure alla XVIII Dinastia risalgono le tracce di un muraglione "a rientranze e sporgenze" (lettera "B" in fig. a), che riprende motivi architettonici tipici delle fortezze mesopotamiche, che delimitava l'area del complesso intorno al 1500-1400 a.C. Nell'area nord (contrassegnata dalla lettera "C" in fig. a) si trovano varie cappelle e santuari dedicati, in Epoca Tarda, al culto di Osiride.
Nell'area invece compresa tra il I ed il II Pilone (n.ro 3 in fig. a), si apre il "Grande Cortile Porticato" che ospita (n.ro 4) il tempio-deposito di Ramses III (XX Dinastia) adibito a ricovero delle barche sacre al Dio Amon.
Tra il tempio di Ramses III ed il II pilone si trova un ingresso monumentale denominato "Vestibolo di Bubasti" noto anche come "Portico"  e realizzato dal sovrano della XXII dinastia, Sheshonq I.
Analogo impiego avevano tre sale del tempio di Seti II (n.ro 2) che ospitavano le barche della triade tebana: Amon, Mut e Khonsu.
Oltre il II Pilone (n.ro 5) si apriva un grande portico scoperto voluto da Amenhotep III (XVIII Dinastia) e trasformato, da Seti I e successivamente dal di lui figlio Ramses II, nella "Grande Sala Ipostila" con le sue 134 colonne. La facciata del tempio di Thutmosi I (XVIII Dinastia, area n.ro 6 in fig. a) dà accesso al "Luogo Prescelto", il tempio di Amon propriamente detto (fig. b) e costituisce, oggi, il V Pilone. Ai lati del suo accesso, Thutmosi III erigerà due pilastri rappresentanti le piante araldiche dell'Alto e Basso Egitto, rispettivamente il fior di loto e il papiro. Accanto ai due pilastri, all'epoca di Tutankhamon, saranno edificate le statue di Amon ed Amonet.
Nell'area contrassegnata in fig. "a" dal n.ro 7, si apre l'Akh-Menu, la "Sala delle Feste" voluta da Thutmosi III, che ospitava il cosiddetto "orto botanico" ovvero la rappresentazione parietale della flora e della fauna incontrata dal grande Re guerriero nel corso delle sue 17 campagne di guerra e le cui conquiste,in tal modo, venivano offerte simbolicamente al Dio Amon. Oltre il santuario del Medio Regno (fig. b e lettera "H" di fig. a) si trovava l'obelisco di Thutmosi IV che oggi svetta in Piazza San Giovanni in Laterano a Roma. Qui erano ubicate, inoltre, le abitazioni del sacerdoti.
Nei pressi del lago sacro ad Amon (n.ro 8) si trova ancora oggi la statua gigante di Khepri, lo scarabeo sacro rappresentazione del Sole al suo sorgere.
L'area contrassegnata dalla lettera "I" (in fig. a) è comunemente nota come "Cortile del Nascondiglio"; è qui, infatti, che in epoca tolemaica vennero sepolti ex voto ed offerte che si erano accumulate nel corso dei secoli e che, evidentemente, "ingombravano". Il VII e l'VIII pilone delimitano le aree contrassegnate dalle lettera "L" ed "M". Entrambi i Piloni vengono "assegnati" a Thutmosi III, ma mentre l'VIII è sicuramente di tale sovrano della XVIII Dinastia, quasi certamente il VII venne eretto sotto Hatshepsut e successivamente "usurpato" dal figliastro.
L'area contrassegnata dalla lettera "N" è, infine, delimitata dal IX e X Pilone di Horemheb; qui si manifesta l'usanza (in questo caso positiva) di riutilizzare antichi monumenti come "cave di materiale" edile. All'interno di tali piloni, infatti, sono state rinvenute migliaia e migliaia di "talatat" provenienti dal distrutto tempio dedicato ad Aton da Amnhotep IV/Akhenaton e che si trovava, molto verosimilmente, proprio in questa zona. Altre migliaia di tali mattoni (provenienti anche dalla demolita Akhetaton) sono stati inoltre rinvenuti quale riempimento del II Pilone (pure di Horemhab) e nelle fondamenta della "Grande Sala Ipostila" di Seti I e Ramses II.